# Provinciale weg 293
De provinciale weg 293 (N293) is een verbindingsweg tussen Roermond en de Duitse stad Heinsberg. Ter hoogte van Posterholt kruist de weg ook de N274, die onder andere richting de regio Parkstad Limburg gaat.
Het beginpunt ligt ten oosten van Roermond bij de aansluiting met de A73 en voert vanaf hier in oostelijke richting. De weg loopt via het bedrijvenpark Roerstreek naar Melick en vervolgens langs de plaatsen Sint Odiliënberg en Posterholt om bij het Duitse Karken de grens te passeren. Voordat met de aanleg van A73-zuid werd begonnen begon de N293 op het kruispunt van de Sint Wirosingel en de Koninginnelaan, die voorheen onderdeel van de N271 was. De route liep van Roermond naar Melick via het Karel Doormanplein, maar werd tussen 2005 en 2007 omgelegd via de 'Oosttangent'. In 2007 is deze autoweg, met 2 maal 2 rijstroken volledig opengesteld. Zij biedt een ontsluiting richting de A73. Het overige deel van de N293 is een reguliere weg met 2 maal 1 rijstrook met enkele viaducten. De weg voert tweemaal door een bebouwde kom .

## N293 bij Roermond
De N293 bij Roermond liep eerst door de bebouwde kom, maar is in een periode tussen 2005 en 2007 geheel om de stad heen geleid. Vooral vrachtverkeer maakte veelvuldig gebruik van de weg omdat het een belangrijke transportroute naar het naastgelegen industrieterrein Heide-Roerstreek is. Met de omleiding worden verkeersonveilige situaties vermeden en wordt de rust in de woonwijken gewaarborgd. Vrachtverkeer kan vanuit de N293 gemakkelijk de A73 bereiken en heeft op die manier een snelle verbinding met zowel Noord- als Zuid-Limburg.
N62 · N69 · N251 · N252 · N253 · N254 · N255 · N256/A256 · N257 · N258 · N260 · N261 · N262 · N263 · N264 · N266 · N267 · N268 · N269 · N270/A270 · N271 · N272 · N273 · N274 · N275 · N276 · N277 · N278 · N279 · N280 · N281 · N282 · N283 · N284 · N285 · N286 · N287 · N288 · N289 · N290 · N291 · N292 · N293 · N294 · N295 · N296 · N296n · N297 · N298 · N300 · N321 · N322 · N324 · N329 · N389 · N394 · N395 · N396 · N397

N556 · N562 · N564 · N570 · N572 · N590 · N595 · N598 · N601 · N602 · N605 · N607 · N612 · N613 · N615 · N616 · N617 · N618 · N620 · N622 · N625 · N629 · N631 · N632 · N637 · N638 · N639 · N640 · N641 · N651 · N652 · N653 · N654 · N655 · N656 · N658 · N659 · N660 · N661 · N662 · N663 · N664 · N665 · N666 · N667 · N668 · N669 · N670 · N671 · N673 · N674 · N675 · N676 · N682 · N683 · N686 · N689 · N690 · N831 · N843

Voormalige provinciale wegen: N299 · N551 · N552 · N553 · N554 · N555 · N560 · N561 · N563 · N565 · N566 · N567 · N568 · N571 · N574 · N580 · N581 · N582 · N583 · N584 · N585 · N586 · N587 · N588 · N589 · N591 · N592 · N593 · N594 · N596 · N597 · N603 · N604 · N606 · N608 · N610 · N611 · N614 · N619 · N621 · N623 · N624 · N626 · N628 · N630 · N634 · N642 · N657